# Radio Ditunga
Radio Ditunga est une radio d’informations chrétienne indépendante, diffusée en République démocratique du Congo. Elle fait partie des principaux organes d’information en République démocratique du Congo. Le studio principal de la radio se trouve à Ngandajika.

## Historique
Fondée en 2010 par le père Apollinaire Cibaka Cikongo, avec l'aide de l'association Aide à l'Église en détresse, la radio conçue comme partie prenante d'un projet humanitaire plus vaste, le Projet Ditunga, qui chapeaute des programmes de développement, d’éducation ou de santé. La radio est dirigée depuis 2016 par Charles Mukendi, rédacteur en chef. Entre 2010 et 2017, la radio a également bénéficié du programme de développement du secteur médiatique (PDSM) financé par l'USAID.
Lors des évènements ayant permis la tenue de l'élection présidentielle de 2018, la radio est un des acteurs principaux de l'animation du débat démocratique, invitant les citoyens à s'inscrire sur les listes électorales ou donnant la parole à des opposants au régime en place, ce qui lui vaut l'hostilité et des menaces de fermeture. Durant la Rébellion Kamwina Nsapu, la parole est également donnée à des victimes des exactions commises par les groupes armés.
En décembre 2018, Charles Mukendi, le rédacteur en chef de la radio, reçoit avec trois autres journalistes le prix de « meilleur journaliste de 2018 » en République démocratique du Congo.

## Émissions
Une des spécificités de Radio-Ditunga est de rechercher spécifiquement un auditoire féminin ; ses journalistes se forment à la question du genre et certaines émissions sont plus spécifiquement tournées vers les femmes, notamment en utilisant préférentiellement les langues locales ; toutefois cette orientation est souvent remise en cause, soit par les hommes, soit par d'autres femmes, qui estiment que le rôle des femmes n'est pas d'abord de s'informer.
Durant la pandémie de Covid-19, Radio Ditunga adapte ses programmes, notamment pour fournir plus de temps de prière à ses auditeurs. Contrairement aux autres années, où elle observe une journée de silence à l'occasion du Samedi saint, elle poursuit ses programmes en 2020, afin notamment de lutter contre certaines rumeurs de désinformation.